# Liste der Nummer-eins-Hits in Japan (1975)
Die Liste der japanischen Nummer-eins-Hits enthält die Daten vom 1. Januar bis zum 31. Dezember 1975. Die letzte Woche im Jahr fällt mit der ersten Woche des neuen Jahres zusammen. Angegeben sind die Verkaufszahlen der jeweiligen Nummer eins in ihrer Woche. Alle Angaben basieren auf den offiziellen japanischen Charts von Oricon.

## Singles
| ← 1974 ← | Liste der Nummer-eins-Hits in Japan | Liste der Nummer-eins-Hits in Japan | Liste der Nummer-eins-Hits in Japan                | 1976 →                    |
| \| Zeitraum \| Wo. ges. \| Interpret \| Titel Autor(en) \| Zusätzliche Informationen \| \| (Zeitraum, Wochen auf Platz eins, Interpret, Titel, Autor[en], zusätzliche Informationen) \| \| \| \| \| \| ----------------------------------------------------------------------------------------- \| -------- \| ---------------------------- \| -------------------------------------------------- \| ------------------------- \| \| 23. Dezember 1974 – 2. Februar 1975 6 Wochen \| 6 \| Momoe Yamaguchi \| Fuyu no Iro \| – \| \| 3. Februar 1975 – 9. Februar 1975 1 Woche \| 1 \| Junko Sakurada \| Hajimete no Dekigoto \| – \| \| 10. Februar 1975 – 2. März 1975 3 Wochen \| 3 \| Goro Noguchi \| Shitetsu Ensen \| – \| \| 3. März 1975 – 30. März 1975 4 Wochen \| 4 \| Kaze \| 22-sai no Wakare \| – \| \| 31. März 1975 – 27. April 1975 4 Wochen \| 4 \| Hiroshi Kamayatsu \| Waga Yoki Tomoyo \| – \| \| 28. April 1975 – 18. Mai 1975 3 Wochen \| 3 \| Sakura & Ichiro \| Showa Kare Susuki \| – \| \| 19. Mai 1975 – 22. Juni 1975 5 Wochen \| 5 \| Akira Fuse \| Cyclamen no Kaori \| – \| \| 23. Juni 1975 – 27. Juli 1975 5 Wochen \| 5 \| Down Town Boogie Woogie Band \| Kakkoman Boogie / Minato no Yoko Yokohama Yokosuka \| – \| \| 28. Juli 1975 – 24. August 1975 4 Wochen \| 4 \| Takashi Hosokawa \| Kokoro Nokori \| – \| \| 25. August 1975 – 31. August 1975 1 Woche \| 1 \| Kyoko Kosaka \| Omoide Makura \| – \| \| 1. September 1975 – 21. September 1975 3 Wochen \| 3 \| Hiromi Iwasaki \| Romance \| – \| \| 22. September 1975 – 26. Oktober 1975 5 Wochen \| 5 \| Kenji Sawada \| Toki no Sugiyuku Mama ni \| – \| \| 27. Oktober 1975 – 7. Dezember 1975 6 Wochen \| 6 \| Bang Bang \| Ichigo Hakusho wo Mou Ichido \| – \| \| 8. Dezember 1975 – 21. Dezember 1975 2 Wochen \| 2 \| Hiromi Iwasaki \| Sentimental \| – \| \| 22. Dezember 1975 – 11. Januar 1976 3 Wochen \| 3 \| Yumi Arai \| Ano Hi ni Kaeritai \| – \| |                                     |                                     |                                                    |                           |
| ← 1974 |                                     |                                     |                                                    | → 1976 →                  |
| Zeitraum | Wo. ges.                            | Interpret                           | Titel Autor(en)                                    | Zusätzliche Informationen |
| (Zeitraum, Wochen auf Platz eins, Interpret, Titel, Autor[en], zusätzliche Informationen) |                                     |                                     |                                                    |                           |
| 23. Dezember 1974 – 2. Februar 1975 6 Wochen | 6                                   | Momoe Yamaguchi                     | Fuyu no Iro                                        | –                         |
| 3. Februar 1975 – 9. Februar 1975 1 Woche | 1                                   | Junko Sakurada                      | Hajimete no Dekigoto                               | –                         |
| 10. Februar 1975 – 2. März 1975 3 Wochen | 3                                   | Goro Noguchi                        | Shitetsu Ensen                                     | –                         |
| 3. März 1975 – 30. März 1975 4 Wochen | 4                                   | Kaze                                | 22-sai no Wakare                                   | –                         |
| 31. März 1975 – 27. April 1975 4 Wochen | 4                                   | Hiroshi Kamayatsu                   | Waga Yoki Tomoyo                                   | –                         |
| 28. April 1975 – 18. Mai 1975 3 Wochen | 3                                   | Sakura & Ichiro                     | Showa Kare Susuki                                  | –                         |
| 19. Mai 1975 – 22. Juni 1975 5 Wochen | 5                                   | Akira Fuse                          | Cyclamen no Kaori                                  | –                         |
| 23. Juni 1975 – 27. Juli 1975 5 Wochen | 5                                   | Down Town Boogie Woogie Band        | Kakkoman Boogie / Minato no Yoko Yokohama Yokosuka | –                         |
| 28. Juli 1975 – 24. August 1975 4 Wochen | 4                                   | Takashi Hosokawa                    | Kokoro Nokori                                      | –                         |
| 25. August 1975 – 31. August 1975 1 Woche | 1                                   | Kyoko Kosaka                        | Omoide Makura                                      | –                         |
| 1. September 1975 – 21. September 1975 3 Wochen | 3                                   | Hiromi Iwasaki                      | Romance                                            | –                         |
| 22. September 1975 – 26. Oktober 1975 5 Wochen | 5                                   | Kenji Sawada                        | Toki no Sugiyuku Mama ni                           | –                         |
| 27. Oktober 1975 – 7. Dezember 1975 6 Wochen | 6                                   | Bang Bang                           | Ichigo Hakusho wo Mou Ichido                       | –                         |
| 8. Dezember 1975 – 21. Dezember 1975 2 Wochen | 2                                   | Hiromi Iwasaki                      | Sentimental                                        | –                         |
| 22. Dezember 1975 – 11. Januar 1976 3 Wochen | 3                                   | Yumi Arai                           | Ano Hi ni Kaeritai                                 | –                         |